# 717 TCN
717 TCN là một năm trong lịch La Mã.